# Оленятко
«Оленятко» (англ. The Yearling) — американська сімейна драма Кларенса Брауна 1946 року з Грегорі Пеком в головній ролі, володар двох «Оскарів» і одного «Золотого глобуса».

## Сюжет
1878 рік. 13 років тому закінчилася Громадянська війна, і на освоєння родючих земель Флориди рушили першопрохідці. Один з них — ветеран війни Пенні Бакстер, який везе із собою дружину Оррі й 11-річного сина Джоді. Вони осідають на березі озера Джордж.
Джоді — єдиний виживший з чотирьох дітей у цій сім'ї, інших забрала війна, тому мати вкрай турботливо і водночас суворо ставиться до хлопчика, настільки, що йому часто здається, ніби вона його не любить. Допитливий Джоді цілими днями пропадає в лісі й регулярно просить батьків взяти кого-небудь в будинок: хоч єнота, хоч ведмедика чи пантеру. Природно, він отримує відмови.
Одного разу Пенні кусає гримуча змія і щоб послабити дію отрути він вбиває оленицю, печінка якої треба прикласти до рани. Сиротою залишається маленьке оленятко, і ось його взяти додому батьки дозволяють: але тільки поки тварина не подорослішає. Хлопчик називає оленя Прапором (англ. Flag), і скоро вони стають найкращими друзями.
Пройшов рік, Прапор виріс і став тягарем для ферми: він їсть і топче посіви, ламає паркани. Пенні вимагає, щоб Джоді відвів оленя в ліс і застрелив його там, але хлопчик відпускає Прапора на волю. Незабаром олень повертається до будинку, і в нього стріляє Оррі, яка ранить його. Щоб тварина не мучилася, Джоді, за велінням батька, обриває життя свого друга. Від сильного душевного потрясіння хлопчик втікає з дому, його знаходять лише через три дні. Коли мати бачить сина, вона дає волю своїм досі старанно прихованим почуттям любові й ніжності.
Через три дні він непритомний дрейфує річкою в каное, коли його рятує доброзичливий капітан човна, який повертається додому. Джоді та Пенні швидко примиряються, але Оррі все ще шукає його.
Перед тим, як Джоді лягає спати, Оррі повертається і бачить, що він повернувся. Вона переповнюється радістю, знаючи, що її страх втратити останню дитину тепер позаду. Вона з радістю вбігає в кімнату Джоді й обсипає його ніжністю, як ніколи раніше. Вона більше не боїться виявляти йому свою материнську любов.

## У ролях
- Грегорі Пек — Езра «Пенні» Бакстер, батько Джоді
- Джейн Ваймен — Оррі Бакстер, мати Джоді
- Клод Джармен-молодший — Джоді Бакстер (дебют на екрані)
- Чілл Віллс — Бак Форрестер, сусід Джоді
- Клем Біванс — батько Бака
- Маргарет Вічерлі — мати Бака
- Генрі Треверс — містер Бойлз
- Форрест Такер — Лем Форрестер

## Нагороди й номінації
- 1947 — Премія «Оскар» за найкращу роботу художника-постановника — перемога.
- 1947 — Премія «Оскар» за найкращу операторську роботу — перемога.
- 1947 — Премія «Оскар» за найкращий фільм року — номінація.
- 1947 — Премія «Оскар» за найкращу режисуру — номінація.
- 1947 — Премія «Оскар» за найкращу чоловічу роль — номінація.
- 1947 — Премія «Оскар» за найкращу жіночу роль — номінація.
- 1947 — Премія «Оскар» за найкращий монтаж — номінація.
- 1947 — Молодіжна нагорода Академії Клоду Джарману — виконувачу головної ролі.
- 1947 — Премія «Золотий глобус» за найкращу чоловічу роль — драма — перемога.